# SS Normandie
El SS Normandie va ser un transatlàntic pertanyent a la companyia naviliera francesa Compagnie Générale Transatlantique (CGT). Construït el 1935, comptava amb un disseny avançat per a l'època, amb modernes línies i tecnologia, havent sigut el vaixell més potent propulsat mitjançant turbines turbo-elèctriques.
El seu nou disseny i luxosos interiors van fer que molts ho consideressin el millor transatlàntic de la seva època. Malgrat això, el Normandie no va tenir èxit comercial i va haver de ser finançat mitjançant subsidis governamentals per mantenir la seva operació. Durant el seu servei com a vaixell almirall de la CGT, va realitzar 139 travessies per l'oceà Atlàntic cap a Amèrica des del seu port principal a l'Havre, França fins a Nova York, Estats Units. El SS Normandie es va fer amb la preuada «Banda Blava» a la travessia més ràpida en dues ocasions, en 1935 i 1937, competint amb el seu rival el Queen Mary, de la naviliera Cunard Line.
Durant la Segona Guerra Mundial, el Normandie va ser confiscat per les autoritats nord-americanes a Nova York, i va ser rebatejat com USS Lafayette. No obstant això, en 1942 el transatlàntic es va veure embolicat en un incendi mentre era reconvertit com a vaixell de transport de tropes, i va bolcar sobre el seu costat de babord fins a reposar en el llot del riu Hudson, en el moll 88. Encara que va ser reflotat, amb un elevat cost, posteriorment es va considerar que la seva restauració resultaria massa costosa, per la qual cosa va ser desballestat a l'octubre de 1946.